# Katsumata Yoshinori
Yoshinori Katsumata (勝又 慶典, sinh ngày 7 tháng 12 năm 1985) là một cầu thủ bóng đá người Nhật Bản thi đấu cho Nagano Parceiro.

## Thống kê câu lạc bộ
Cập nhật đến ngày 23 tháng 2 năm 2018.
| Thành tích câu lạc bộ | Thành tích câu lạc bộ | Thành tích câu lạc bộ | Giải vô địch | Giải vô địch | Cúp                   | Cúp                   | Khác    | Khác      | Tổng cộng | Tổng cộng |
| Mùa giải              | Câu lạc bộ            | Giải vô địch          | Số trận      | Bàn thắng    | Số trận               | Bàn thắng             | Số trận | Bàn thắng | Số trận   | Bàn thắng |
| Nhật Bản              | Nhật Bản              | Nhật Bản              | Giải vô địch | Giải vô địch | Cúp Hoàng đế Nhật Bản | Cúp Hoàng đế Nhật Bản | Khác1   | Khác1     | Tổng cộng | Tổng cộng |
| --------------------- | --------------------- | --------------------- | ------------ | ------------ | --------------------- | --------------------- | ------- | --------- | --------- | --------- |
| 2008                  | Machida Zelvia        | JRL (Kanto, Div. 1)   | 14           | 17           | -                     | -                     | -       | -         | 14        | 17        |
| 2009                  | Machida Zelvia        | JFL                   | 3            | 0            | -                     | -                     | -       | -         | 3         | 0         |
| 2010                  | Machida Zelvia        | JFL                   | 33           | 18           | 2                     | 0                     | -       | -         | 35        | 18        |
| 2011                  | Machida Zelvia        | JFL                   | 27           | 16           | 2                     | 2                     | -       | -         | 29        | 18        |
| 2012                  | Machida Zelvia        | J2 League             | 26           | 3            | 3                     | 0                     | -       | -         | 29        | 3         |
| 2013                  | Tochigi SC            | J2 League             | 8            | 0            | 1                     | 0                     | -       | -         | 9         | 0         |
| 2014                  | Nagano Parceiro       | J3 League             | 32           | 9            | 2                     | 0                     | 2       | 0         | 36        | 9         |
| 2015                  | Nagano Parceiro       | J3 League             | 32           | 8            | 1                     | 0                     | -       | -         | 33        | 8         |
| 2016                  | Nagano Parceiro       | J3 League             | 21           | 4            | 2                     | 2                     | -       | -         | 23        | 6         |
| 2017                  | Nagano Parceiro       | J3 League             | 19           | 2            | 1                     | 0                     | -       | -         | 20        | 2         |
| Tổng                  | Tổng                  | Tổng                  | 215          | 77           | 14                    | 4                     | 2       | 0         | 231       | 81        |

1Bao gồm J2/J3 Playoffs.